# Нація (книга Марії Матіос)
«Нація» — збірка української письменниці Марії Матіос, перша книга автора, опублікована у 2001 році; видана львівським видавництвом «Піраміда» в 2006 році.

## Анотація до книги

### Україна
| Споконвічні, майже апокаліптичні дилеми життя і смерті, честі-безчестя, любові-ненависті під її пером творять неповторну ауру Слова, Філософії та Пристрасті.[1] |

### Польща
| Генетично творчість Марії Матіос є суто українською, та звертається вона до того, що найбільш людське — потреби свободи й почуття безпеки, права на щастя й вільний вибір. Герої «Нації» понад усе хочуть зберегти гідність. А гідність не має національності, як — за словами авторки — не має її кров. Письменниця не творить чорних і білих персонажів. У кожному героєві досить суперечностей, а в кожній історії — недоговореності. І це чергова феноменальна риса цієї літератури. Ніхто не є однозначно засуджений і ніхто не є абсолютно кришталевий. А над цим клубком людських пристрастей і конфліктів, немов ув античній трагедії висить безжальний фатум, який прирікає людей на довгу, несправедливу та апріорі програшну боротьбу. Тому подібно античній трагедії «Нація» викликає в нас співчуття і страх. Співчуття, бо нещастя сталося з невинною людиною. Страх, бо з кожним може статися те саме… | — Анна Коженьовська-Бігун, перекладачка «НАЦІЇ» польською мовою (Maria Matios, «NACJA», Rzeszow, 2006)

## Видання
- Матіос Марія. Нація. Одкровення. — Львів: ЛА «ПІРАМІДА», 2006. — 204 с.